# 2078
2078 هي سنة قادمة في التقويم الميلادي ستكون سنة بسيطة تبدأ يوم الأربعاء وهي السنة 78 من الألفية الميلادية الثالثة وسنة من سنوات القرن الحادي والعشرين